# UFC on Fuel TV 6
UFC on Fuel TV 6: Franklin vs. Le（ユーエフシー・オン・フューエル・ティービー・シックス：フランクリン・バーサス・リー）は、アメリカ合衆国の総合格闘技団体「UFC」の大会の一つ。2012年11月10日、中国マカオのコタイ・アリーナで開催された。

## 大会概要
UFC初の中国大会となる。五味隆典を始めとして、日本人が5人出場となった。
キャリア6戦全勝のジョン・タックがUFCデビュー。

### カード変更
負傷などによるカードの変更は以下の通り。
- カン・ギョンホ → 手塚基伸（第3試合）

- マルセロ・ギマラエス vs. イム・ヒョンギュ → ギマラエスの負傷により中止

- デビッド・ミッチェル vs. イム・ヒョンギュ → ヒョンギュの負傷により中止

## 試合結果

### プレリミナリーカード
第1試合 ミドル級ワンマッチ 5分3R
○  福田力 vs.  トム・デブラス ×
3R終了 判定3-0（30-27、29-28、29-28）
第2試合 フライ級ワンマッチ 5分3R
○  ジョン・リネカー vs.  漆谷康宏 ×
3R終了 判定3-0（29-28、30-27、29-28）
第3試合 バンタム級ワンマッチ 5分3R
○  アレックス・カセレス vs.  手塚基伸 ×
3R終了 判定2-1（28-29、30-27、30-27）

### メインカード
第4試合 バンタム級ワンマッチ 5分3R
○  水垣偉弥 vs.  ジェフ・ホウグランド ×
3R終了 判定3-0（30-25、30-27、30-27）
第5試合 ライト級ワンマッチ 5分3R
○  ジョン・タック vs.  ジャン・ティエカン ×
3R終了 判定3-0（29-28、30-27、29-28）
第6試合 ライト級ワンマッチ 5分3R
○  五味隆典 vs.  マック・ダンジグ ×
3R終了 判定2-1（28-29、29-28、29-28）
第7試合 ウェルター級ワンマッチ 5分3R
○  キム・ドンヒョン vs.  パウロ・チアゴ ×
3R終了 判定3-0（30-26、30-27、30-27）
第8試合 ライトヘビー級ワンマッチ 5分3R
○  チアゴ・シウバ vs.  スタニスラブ・ネドコフ ×
3R 1:45 肩固め
※シウバの薬物検査失格によりノーコンテスト。
第9試合 ミドル級ワンマッチ 5分5R
○  カン・リー vs.  リッチ・フランクリン ×
1R 2:17 KO（右フック）

### 各賞
ファイト・オブ・ザ・ナイト： 五味隆典 vs. マック・ダンジグ
ノックアウト・オブ・ザ・ナイト： カン・リー
サブミッション・オブ・ザ・ナイト： チアゴ・シウバ
各選手にはボーナスとして4万ドルが支給された。